# Narapoïa
Narapoïa (titre original : Narapoia) est une nouvelle à tonalité fantastique d’Alan Nelson. Elle a été écrite en 1948 mais publiée seulement en 1951.
Le début de la nouvelle évoque un homme qui consulte un psychiatre : il a l'impression de « suivre quelqu'un » et que « quelqu'un lui veut du bien ». Il s'agirait d'un mécanisme psychologique inverse à celui de la paranoïa. Le médecin est intéressé par ce trouble mental qu'il n'avait jamais traité auparavant, et le nomme « narapoïa » par référence à la paranoïa. 

## Parutions

### Parutions aux États-Unis
La nouvelle est parue initialement aux États-Unis en avril 1951 dans The Magazine of Fantasy & Science Fiction n°7. De 1952 à 2014, elle a été publiée dans de nombreux recueils de l’auteur ou dans des anthologies.
Elle a fait l'objet d'une critique par Everett Bleiler en 1983 dans The Guide to Supernatural Fiction.

### Parutions en France
La nouvelle a été publiée sous le titre Narapoïa en janvier 1957 dans  Fiction no 38, éditions OPTA.
Elle a été ensuite publiée en 1983 dans l'anthologie Histoires à rebours (1976), avec des rééditions en 1978 et 1984.

### Parutions dans d'autres pays
La nouvelle est parue :
- en langue italienne en 1965 sous le titre Narapoia[5] ;
- en langue japonaise en 1975 sous le titre  ナラポイア[6] ;
- en langue croate en 1981 sous le titre Narapoja[7] ;
- en langue serbe en 1989 sous le titre Narapoja[8].

## Résumé
MacFarlane consulte un psychiatre, le Dr Manly Departure, car il a un sérieux problème : il a l'impression de « suivre quelqu'un » et que « quelqu'un lui veut du bien ». Il s'agirait d'un mécanisme psychologique inverse à celui de la paranoïa. Le Dr Departure est intéressé par ce trouble mental qu'il n'avait jamais traité auparavant, et le nomme « Narapoïa » (contrepèterie de paranoïa). 
Très intéressé, il se met à suivre MacFarlane pour savoir si celui-ci affabule. Au bout de plusieurs jours, MacFarlane va de mieux en mieux, tandis que le psychiatre va de plus en plus mal. En fin de compte, MacFarlane finit par se déclarer guéri, tandis que le Dr Departure commence à subir les mêmes troubles que son patient : le médecin est obsédé par l'idée de suivre quelqu'un (ici MacFarlane), et pense que des gens veulent son bien. 
Il finit par être hospitalisé en centre de soins spécialisés en psychiatrie. Intéressés par son cas peu banal, les psychiatres décident de le faire ramener chez lui et de le faire suivre par diverses équipes pour savoir si Departure affabule…